# Vialone Nano
Vialone Nano è una cultivar di riso a chicco semifino, appartenente alla sottospecie japonica.

## Storia

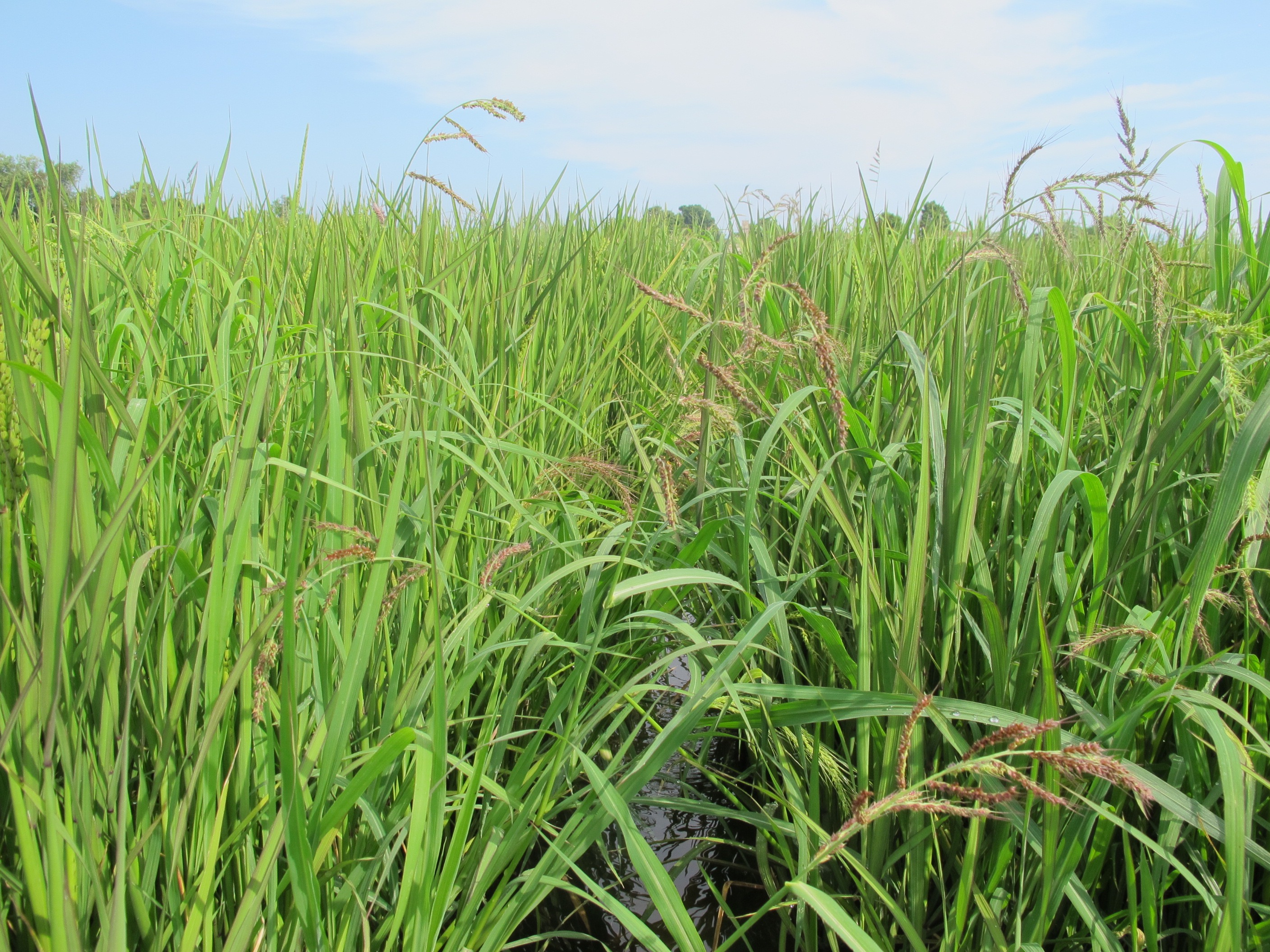
Coltivazione di vialone nano

La cultivar è nata ad opera di Romeo Placco nel 1939 nella Stazione Sperimentale della Risicoltura di Vercelli, con l'ibridazione del Vialone Nero. In particolare, il Vialone Nano fu ottenuto incrociando il Nano con il Vialone Nero (seguendo le prassi della terminologia genetica, si dovrebbe indicarlo come 'Nano Vialone'). A sua volta, il Vialone Nero era stato selezionato nelle risaie della cascina Vialone, a Sant’Alessio con Vialone in provincia di Pavia.  Più in particolare, il Vialone Nero era stato selezionato a partire dalla varietà Ranghino nel 1903 su terreni dei fratelli De Vecchi.
Successivamente se ne è diffusa la coltivazione in particolare nelle risaie del basso veronese dando origine al Riso Vialone Nano Veronese (IGP), e nei contigui  territori della provincia di Mantova fino alla riva sinistra del fiume Mincio.
Secondo il disciplinare IGP, i comuni nei quali può essere coltivato il riso Vialone Nano Veronese IGP sono i seguenti 24: Bovolone, Buttapietra, Casaleone, Cerea, Concamarise, Erbe, Gazzo Veronese, Isola della Scala, Isola Rizza, Mozzecane, Nogara, Nogarole Rocca, Oppeano, Palù, Povegliano Veronese, Ronco all'Adige, Roverchiara, Salizzole, Sanguinetto, San Pietro di Morubio, Sorga, Trevenzuolo, Vigasio, Zevio.